# Coed-y-paen

A Christchurch em Coed-y-paen

Coed-y-paen é uma vila no sul de Gales, localizada no extremo sul-oriental da Llandegfedd Reservoir, estando a noroeste de Llangybi. A vila sedia também a HM Prison Prescoed, uma prisão categorizada como D no Reino Unido.

## Igreja cristã
Coed-y-paen possui uma igreja cristã, a Christchurch, foi projetado em 1848 pelo arquiteto Sir Matthew Digby-Wyatt. A igreja foi construída como capela de facilidade para a igreja paroquial de Llangybi. Sendo transportada para a Igreja no País de Gales em 1861. A estrutura vitoriana precoce, é constituída por uma nave e capela-mor junto a uma torre ocidental de três andares. Tem apenas um único sino.